# Europese kampioenschappen schaatsen 2012
De Europese kampioenschappen schaatsen allround 2012 voor mannen en vrouwen werden van 6 tot en met 8 januari gehouden op de onoverdekte kunstijsbaan Városligeti Müjégpálya in het stadspark van Boedapest, Hongarije.
Het was de derde keer dat een EK allroundkampioenschap in Boedapest plaatsvond en de vierde keer in Hongarije. Eerder werden voor de mannen de EK’s van 1895 en 1909 in Boedapest en het EK van 1900 in Strbské Pleso (nu onderdeel van de Slowaakse gemeente Vysoké Tatry) georganiseerd. De vrouwen schaatsten voor het eerst een EK in Hongarije. Ook het gezamenlijke WK allround van 2001 vond in Boedapest plaats.
Van de beide titelhouders, de Rus Ivan Skobrev en Martina Sáblíková uit Tsjechië, verdedigde alleen Sáblíková haar titel.
De Nederlander Sven Kramer heroverde na een jaar afwezigheid de Europese titel. Het was zijn vijfde Europese titel en zijn zesde podiumplaats, in 2005 eindigde hij als tweede. Zijn landgenoot Jan Blokhuijsen eindigde net als in 2011 op de tweede plaats. De Noor Håvard Bøkko op plaats drie maakte het podium compleet, voor hem was het de vierde podiumplaats na 2006 (ook 3e) en tweede plaatsen in 2008 en 2009.
Bij de vrouwen namen de laatste drie Europese kampioenen (2006-2011) op het erepodium plaats. Europees kampioene werd titelverdedigster Sáblíková die haar vierde titel veroverde (ook in 2007 en 2010 werd de titel behaald). De Duitse Claudia Pechstein (wereldkampioene in 1998, 2006, 2009) eindigde op de tweede plaats. De Nederlandse Ireen Wüst (wereldkampioene in 2008) eindigde als derde.
WK-kwalificatie
Vanaf de editie van 1999 is het aantal deelnemers aan het WK allround door de ISU op 24 vastgesteld. De startplaatsen werden voortaan per continent verdeeld. Voor Europa geldt het EK allround tevens als kwalificatietoernooi voor het WK allround. Voor Azië en Noord-Amerika & Oceanië worden er sinds 1999 speciale kwalificatietoernooien georganiseerd.
Zowel bij de mannen als bij de vrouwen waren er op dit kampioenschap veertien startbewijzen te verdienen voor het WK allround.

## Programma
| Programma                            | Programma                                             | Programma                                                |
| ------------------------------------ | ----------------------------------------------------- | -------------------------------------------------------- |
| vrijdag 6 januari                    | zaterdag 7 januari                                    | zondag 8 januari                                         |
| 500 meter vrouwen 3000 meter vrouwen | 500 meter mannen 1500 meter vrouwen 5000 meter mannen | 1500 meter mannen 5000 meter vrouwen 10.000 meter mannen |

## Startplaatsen
Elk Europees ISU-lid had het recht om een deelnemer in te schrijven, mits aan vastgestelde tijdslimieten werd voldaan. Extra startplaatsen zijn behaald op basis van de klasseringen op het EK van 2011
|         | 4                    | 3                                                | 2                                                                       |
| ------- | -------------------- | ------------------------------------------------ | ----------------------------------------------------------------------- |
| Mannen  | Nederland, Noorwegen | Polen, Rusland                                   | België, Duitsland, Frankrijk, Italië, Letland*, Wit-Rusland *, Zweden * |
| Vrouwen | Nederland            | Duitsland, Noorwegen, Polen, Rusland, Tsjechië * | Oostenrijk *, Wit-Rusland *                                             |

* Bij de mannen vulden Letland en Wit-Rusland een startplaats minder in dan waarop ze recht hadden, Zweden vulde beide startplaatsen niet in.
* Bij de vrouwen vulden Oostenrijk, Tsjechië en Wit-Rusland een startplaats minder in dan waarop ze recht hadden.

## Mannen

### Deelname
De mannen streden voor de 109e keer om de Europese titel (inclusief de twee kampioenschappen van voor de oprichting van de ISU). Negenentwintig deelnemers uit vijftien landen namen aan dit kampioenschap deel.
De Belg Bart Swings nam voor de tweede keer deel, de door hem op het EK van 2011 behaalde extra startplaats voor België werd door debutant Ferre Spruyt ingevuld. Swings eindigde op de tiende plaats en verdiende daar mee een startplaats voor België op het WK 2012. Ook werd hiermee en tweede startplaats voor het EK van 2013 veilig gesteld. Spruyt eindigde als 24e.
Namens Nederland namen Ted-Jan Bloemen, Jan Blokhuijsen, Sven Kramer en Koen Verweij deel. Verweij en Bloemen eindigden respectievelijk als 4e en 9e.
De Nederlander Bram Smallenbroek nam als “schaats-oostenrijker” deel. Hij eindigde op de 15e plaats en verdiende daarmee een tweede startplaats voor Oostenrijk voor het eerst volgende EK.

### Afstandpodia
| Afstand | Goud                | Zilver                | Brons           |
| ------- | ------------------- | --------------------- | --------------- |
| 500m    | Konrad Niedźwiedzki | Zbigniew Bródka       | Jan Blokhuijsen |
| 5000m   | Sven Kramer         | Jan Blokhuijsen       | Alexis Contin   |
| 1500m   | Sven Kramer         | Sverre Lunde Pedersen | Jan Blokhuijsen |
| 10.000m | Sven Kramer         | Jan Blokhuijsen       | Håvard Bøkko    |

### Eindklassement
De mannen schaatsten een ‘traditioneel’ kampioenschap over twee dagen door middel van de 500 en 5000 meter op zaterdag en de 1500 en 10.000 meter op zondag. Aan de 1500 namen eerste 24 schaatsers van de 5000 meter deel, aan de afsluitende 10.000 meter twaalf schaatsers.
| Rang   | Schaatsster                 | Land        | 500m          | 5000m          | 1500m          | 10.000m          | Punten     |
| ------ | --------------------------- | ----------- | ------------- | -------------- | -------------- | ---------------- | ---------- |
| Goud   | Sven Kramer                 | Nederland   | 37,77 (12)    | 6.31,82 (1) BR | 1.53,98 (1) BR | 13.45,05 (1)     | 156,197 BR |
| Zilver | Jan Blokhuijsen             | Nederland   | 36,93 (3)     | 6.36,49 (2)    | 1.54,93 (3)    | 13.52,48 (2)     | 156,513    |
| Brons  | Håvard Bøkko                | Noorwegen   | 37,25 (5)     | 6.40,60 (5)    | 1.56,35 (9)    | 14.02,83 (3)     | 158,234    |
| 4      | Koen Verweij                | Nederland   | 37,73 (10)    | 6.41,42 (7)    | 1.55,42 (5)    | 14.05,98 (5)     | 158,644    |
| 5      | Alexis Contin               | Frankrijk   | 37,80 (13)    | 6.38,08 (3)    | 1.57,58 (12)   | 14.05,84 (4)     | 159,093    |
| 6      | Haralds Silovs              | Letland     | 37,46 (6)     | 6.41,39 (6)    | 1.55,48 (6)    | 14.23,38 (9) NR  | 159,261 pr |
| 7      | Sverre Lunde Pedersen       | Noorwegen   | 38,04 (17)    | 6.44,64 (10)   | 1.54,87 (2)    | 14.21,61 (8)     | 159,874    |
| 8      | Denis Joeskov               | Rusland     | 38,46 (23)    | 6.41,89 (8)    | 1.55,13 (4)    | 14.23,93 (10)    | 160,221    |
| 9      | Ted-Jan Bloemen             | Nederland   | 37,84 (14)    | 6.38,27 (4)    | 2.01,58 (23)   | 14.08,83 (6)     | 160,634    |
| 10     | Bart Swings                 | België      | 38,81 (25)    | 6.43,33 (9)    | 1.56,08 (8)    | 14.19,14 (7)     | 160,793 pr |
| 11     | Jan Szymanski               | Polen       | 37,48 (7)     | 6.47,61 (13)   | 1.56,55 (10)   | 14.41,24 (11)    | 161,153 pr |
| 12     | Zbigniew Bródka             | Polen       | 36,90 (2)     | 7.06,06 (23)   | 1.55,98 (7)    | 14.44,55 (12) pr | 162,393    |
| NC13   | Konrad Niedźwiedzki         | Polen       | 36,89 (1) BR  | 7.02,62 (21)   | 1.57,92 (14)   |                  | 118,458    |
| NC14   | Patrick Beckert             | Duitsland   | 38,56 (24)    | 6.45,22 (11)   | 1.59,08 (16)   |                  | 118,775    |
| NC15   | Bram Smallenbroek           | Oostenrijk  | 37,75 (11)    | 7.00,69 (18)   | 1.57,44 (11)   |                  | 118,965    |
| NC16   | Kristian Reistad Fredriksen | Noorwegen   | 37,51 (9)     | 6.57,42 (15)   | 1.59,19 (17)   |                  | 118,982    |
| NC17   | Benjamin Macé               | Frankrijk   | 37,48 (7)     | 7.03,02 (22)   | 1.57,80 (13)   |                  | 119,048    |
| NC18   | Luca Stefani                | Italië      | 37,89 (15)    | 6.56,05 (14)   | 1.59,82 (18)   |                  | 119,435    |
| NC19   | Sergej Grjaztsov            | Rusland     | 38,35 (22)    | 7.00,38 (17)   | 1.58,73 (15)   |                  | 119.964    |
| NC20   | Marco Cignini               | Italië      | 38,31 (20)    | 6.58,67 (67)   | 1.59,97 (19)   |                  | 120,167    |
| NC21   | Moritz Geisreiter           | Duitsland   | 39,33 (26)    | 6.46,46 (12)   | 2.01,64 (24)   |                  | 120,522    |
| NC22   | Vitalij Michajlov           | Wit-Rusland | 38,34 (21)    | 7.01,44 (20)   | 2.00,75 (21)   |                  | 120.734    |
| NC23   | Milan Sáblík                | Tsjechië    | 38,24 (19)    | 7.07,68 (24)   | 2.00,95 (22)   |                  | 121.324    |
| NC24   | Ferre Spruyt                | België      | 39,46 (27) pr | 7.01,38 (19)   | 2.00,00 (20)   |                  | 121,598    |
| NC25   | Simen Spieler Nilsen        | Noorwegen   | 38,17 (18)    | 7.08,04 (25)   |                |                  | 080,974    |
| NC26   | Tommi Pulli                 | Finland     | 37,14 (4)     | 7.24,50 (29)   |                |                  | 081,590    |
| NC27   | Pavel Bajnov                | Rusland     | 38,00 (16)    | 7.16,25 (28)   |                |                  | 081,625    |
| NC28   | Martin Hänggi               | Zwitserland | 40,32 (28)    | 7.09,80 (26)   |                |                  | 083,300    |
| -      | Marian Cristian Ion         | Roemenië    | DSQ           | 7.14,52 (27)   |                |                  | 043,452    |

DSQ = gediskwalificeerd
De eerste veertien schaatsers bezorgden hun land een startplek op de Wereldkampioenschappen schaatsen allround 2012. Dit betekende dat voor Nederland vier startplaatsen werden verdiend, voor Polen drie, voor Noorwegen twee en voor België, Duitsland, Frankrijk, Letland en Rusland elk een startplaats.
De startplaatsen voor de Europese kampioenschappen schaatsen 2013 werden eveneens bepaald aan de hand van bovenstaand klassement. Landen met minstens drie schaatsers bij de eerste twaalf verdienden vier startplaatsen, landen met minstens twee schaatsers bij de eerste zestien verdienden drie startplaatsen, en landen met minstens één schaatser bij de eerste twintig verdienden twee startplaatsen. Alle overige Europese ISU leden hebben het recht één schaatser af te vaardigen (onder voorbehoud dat aan gestelde tijdlimieten wordt voldaan).
4 startplaatsen: Nederland
3 startplaatsen: Noorwegen en Polen
2 startplaatsen: België, Duitsland, Frankrijk, Italië, Letland, Oostenrijk en Rusland

## Vrouwen

### Deelname
De vrouwen streden voor de 37e keer om de Europese titel. Drieëntwintig deelneemsters uit elf landen, waaronder vijf debutanten, namen aan dit kampioenschap deel. De vrouwen schaatsten een hun kampioenschap over drie dagen door middel van de 500 en 3000 meter op vrijdag, de 1500 op zaterdag en de afsluitende 5000 meter op zondag. Aan de afsluitende 5000 meter mochten twaalf schaatssters deelnemen.
Uit België nam Nele Armée deel. Ze was de tweede Belgische vrouw die aan een EK allroundtoernooi deelnam. Linda Rombouts ging haar in 1972 voor. Met de negentiende plaats in de eindrangschikking slaagde ze er in een tweede startplaats voor haar vaderland voor het EK van 2013 te bemachtigen.
Uit Nederland namen Ireen Wüst (voor de 8e keer), Diane Valkenburg (3e deelname) en de debutanten Linda de Vries en Annouk van der Weijden deel. Wüst stond voor de zesde keer op het eindpodium na 2006 (3e), 2007 (2e), 2008 (1e), 2010 (2e) en 2011 (2e). De Vries, Valkenburg en Van der Weijden eindigden respectievelijk op de 4e, 5e en 9e plaats.

### Afstandpodia
Van de Nederlandse deelneemsters behaalden De Vries en Wüst op dit kampioenschap podiumplaatsen. Wüst bracht haar totaal aantal tot zestien stuks (6-7-3) middels de tweede plaats op de 500 en derde plaats op de 5000 meter. De Vries stond met het behalen van de tweede plaats op de 1500 meter voor het eerst op een afstandspodium.
Europees kampioene Martina Sáblíková won dit jaar de 1500, 3000 en 5000 meter en bracht haar totaal bij haar negende deelname op dit kampioenschap tot zestien podiumplaatsen (13-1-2). Claudia Pechstein werd derde op de 3000 en tweede op de 5000 meter en bracht daarmee haar totaal aantal EK-podiumplaatsen op dit kampioenschap tot 36 medailles (8-17-11). Karolína Erbanová won net als in 2010 en 2011 de 500 meter. De Russin Joelia Skokova behaalde met de derde plaatsen op de 500 en 1500 meter haar eerste podiumplaatsen. Op de 3000 meter behaalde ook de Poolse Natalia Czerwonka met de tweede plaats haar eerste podiumplaats.
| Afstand | Goud              | Zilver            | Brons             |
| ------- | ----------------- | ----------------- | ----------------- |
| 500m    | Karolína Erbanová | Ireen Wüst        | Joelia Skokova    |
| 3000m   | Martina Sáblíková | Natalia Czerwonka | Claudia Pechstein |
| 1500m   | Martina Sáblíková | Linda de Vries    | Joelia Skokova    |
| 5000m   | Martina Sáblíková | Claudia Pechstein | Ireen Wüst        |

### Eindklassement
Achter de naam tussen haakjes het aantal EK deelnames.
| Rang   | Schaatsster              | Land | 500m         | 3000m          | 1500m        | 5000m          | Punten     |
| ------ | ------------------------ | ---- | ------------ | -------------- | ------------ | -------------- | ---------- |
| Goud   | Martina Sáblíková (9)    | CZE  | 41,79 (14)   | 4.16,09 (1) BR | 2.03,64 (1)  | 7.22,38 (1)    | 169,922    |
| Zilver | Claudia Pechstein (18)   | GER  | 40,67 (5)    | 4.19,71 (3)    | 2.08,72 (10) | 7.34,51 (2)    | 172,312    |
| Brons  | Ireen Wüst (8)           | NED  | 40,21 (2)    | 4.22,59 (5)    | 2.06,36 (6)  | 7.43,59 (3)    | 172,454    |
| 4      | Linda de Vries           | NED  | 41,33 (9)    | 4.25,40 (7)    | 2.04,70 (2)  | 7.45,27 (4)    | 173,656    |
| 5      | Diane Valkenburg (3)     | NED  | 41,56 (11)   | 4.21,29 (4)    | 2.05,61 (4)  | 7.48,04 (5)    | 173,782    |
| 6      | Joelia Skokova (4)       | RUS  | 40,40 (3)    | 4.26,78 (10)   | 2.05,18 (3)  | 8.02,16 (10)   | 174,805    |
| 7      | Natalia Czerwonka (3)    | POL  | 41,22 (8)    | 4.19,41 (2)    | 2.08,65 (9)  | 7.56,18 (8)    | 174,956 pr |
| 8      | Olga Graf                | RUS  | 42,08 (15)   | 4.26,08 (8)    | 2.07,93 (7)  | 7.52,54 (6)    | 176,323    |
| 9      | Annouk van der Weijden   | NED  | 41,13 (6)    | 4.28,84 (12)   | 2.08,15 (8)  | 8.00,32 (9)    | 176,684    |
| 10     | Isabell Ost (3)          | GER  | 42,11 (16)   | 4.22,65 (6)    | 2.11,68 (18) | 7.55,11 (7)    | 177,289    |
| 11     | Katarzyna Woźniak (2)    | POL  | 41,59 (12)   | 4.28,38 (11)   | 2.09,56 (13) | 8.08,95 (11)   | 178,401    |
| 12     | Hege Bøkko (4)           | NOR  | 41,48 (10)   | 4.26,39 (9)    | 2.09,03 (11) | 8.35,95 (12) * | 180,483    |
| NC13   | Jekaterina Lobysjeva (6) | RUS  | 40,62 (4)    | 4.30,20 (15)   | 2.06,01 (5)  |                | 127,656    |
| NC14   | Ida Njåtun (3)           | NOR  | 41,20 (7)    | 4.33,01 (17)   | 2.09,19 (12) |                | 129,764    |
| NC15   | Karolína Erbanová (4)    | CZE  | 39,87 (1) BR | 4.41,89 (20)   | 2.10,91 (16) |                | 130,487    |
| NC16   | Anna Rokita (8)          | AUT  | 42,32 (18)   | 4.29,37 (14)   | 2.11,38 (17) |                | 131,008    |
| NC17   | Luiza Złotkowska (6)     | POL  | 42,22 (17)   | 4.35,67 (18)   | 2.10,08 (14) |                | 131,525    |
| NC18   | Mari Hemmer (5)          | NOR  | 41,73 (13)   | 4.36,37 (19)   | 2.12,07 (19) |                | 131,814    |
| NC19   | Nele Armée               | BEL  | 43,56 (21)   | 4.31,99 (16)   | 2.10,81 (15) |                | 132,494    |
| NC20   | Bente Kraus (2)          | GER  | 43,07 (19)   | 4.28,85 (13)   | 2.14,29 (21) |                | 132,641    |
| NC21   | Tatjana Michajlova (2)   | BLR  | 43,58 (22)   | 4.43,76 (21)   | 2.13,49 (20) |                | 135,369    |
| NC22   | Ágota Tóth (6)           | HUN  | 43,29 (20)   | 4.50,82 (23)   | 2.15,44 (22) |                | 136,906    |
| NC23   | Sara Bak-Briand          | DEN  | 44,81 (23)   | 4.45,07 (22)   | 2.16,56 (23) |                | 137,841    |

* gevallen
De eerste veertien schaatssters bezorgden hun land een startplek op de Wereldkampioenschappen schaatsen allround 2012. Dit betekende dat voor Nederland vier startplaatsen werden verdiend, voor Rusland drie, voor Duitsland, Noorwegen en Polen elk twee en voor Tsjechië een startplaats.
De startplaatsen voor de Europese kampioenschappen schaatsen 2013 werden eveneens bepaald aan de hand van bovenstaand klassement. Landen met minstens drie schaatssters bij de eerste twaalf verdienden vier startplaatsen, landen met minstens twee schaatssters bij de eerste zestien verdienden drie startplaatsen, en landen met minstens één schaatsster bij de eerste twintig verdienden twee startplaatsen. Alle overige Europese ISU leden hebben het recht één schaatsster af te vaardigen (onder voorbehoud dat aan gestelde tijdlimieten wordt voldaan).
4 startplaatsen: Nederland
3 startplaatsen: Duitsland, Noorwegen, Polen, Rusland en Tsjechië
2 startplaatsen: België, Oostenrijk
1. ↑  https://web.archive.org/web/20170110161315/https://kijkonderzoek.nl/images/Maandpersberichten/2012/120207_Persbericht_SKO_2012_Januari_kijktotaal.pdf